# 다이슈바
다이슈바(対州馬, たいしゅうば/たいしゅううま)는 일본 쓰시마(対馬, 일본 나가사키현 쓰시마시)를 중심으로 사육되어 온 일본의 재래종 말이다. 언덕길을 잘 오르고 온순한 성질이 특징이다.
다른 일본 재래마 품종과 마찬가지로 몸의 높이 147cm 이하의 조랑말로 분류되는 소형 말이나, 대부분이 험한 산지로 이루어져 있는 쓰시마에서는 농사에 동원하거나 목재 ・ 농작물 ・ 일용품 등을 운반하는데 활용되어 생활에 빼놓을 수 없는 존재였다.
2019년 4월 15일 쓰시마 시는 다이슈바를 천연기념물로 지정하였다.

## 호칭
- 「対州馬」라는 한자 표기는 일본어로는 일반적으로 「다이슈바」(たいしゅうば)로 읽는 경우가 대부분이지만, 「다이슈우마」(たいしゅううま)라고도 읽는다. 일본마사협회(日本馬事協会)에서는 후자를 택하고 있다.
- 원산지인 쓰시마에서는 우(う)음 한 글자가 생략되어 「다이슈마」(たいしゅう-ま) 또는 「다이슈바」(たいしゅうば)로도 불린다.
- 나가사키 시나 쓰시마에서는 「쓰시마우마」(対馬馬, つしまうま)로 불리는 경우도 많다.

## 체격
- 몸 높이 : 107～136cm. 수컷은 평균 127cm, 암컷은 125cm 정도이다.
일본 재래마로 알려져 있는 여덟 종 가운데 홋카이도 와종(北海道和種) 등 3종은 중형마, 토카라바(トカラ馬) 등 4종은 소형마로 분류되는데, 다이슈바는 그 중간에 위치하고 있다.
- 털 색깔 : 다이슈바 본래의 털색은 검은색이었다고 하지만 오늘날에는 갈색의 구렁말 계열이 더 많고, 이어 검은색, 밤색 털이 많다.
- 체격 : 머리 부분이 크고 눈은 크고 둥글다. 등성마루(머리와 등의 경계를 이루는 튀어나온 부분)가 높고 길다. 산길에서 사역하기 적합하도록 개량되었기 때문인지 어깨 부분의 폭이 좁고 가슴이 가늘며 어린이나 체구가 작은 사람들도 타기가 쉽다.

## 특징
- 성격이 온순하고 조악한 사료를 먹고도 잘 견딘다.
- 체질이 강건하고 다리가 튼튼하며 경사가 급하고 험한 산길을 위아래로 오갈 수 있다. 언덕길의 보행에 적합한 측대보(側対歩)를 자연스럽게 걸을 수 있다.
- 많은 무게의 짐을 질 수 있으며, 통상 130～150kg의 물건을 운반할 수 있다.
- 발굽이 튼튼하여 평소에도 편자를 박지 않는다.

등으로 이밖에도 일본 재래마는 물론 한국의 재래마 가운데 하나인 제주마에도 공통되게 나타나는 특징이 발견된다.

## 쓰시마와 다이슈바
쓰시마는 고대로부터 좋은 말의 산지로 알려져 있었는데, 《속일본기》 덴표(天平) 11년(739년) 3월에 쓰시마에서 신사에 봉납할 신마(神馬)를 조정에 바쳤다는 기록이나, 간닌 3년(1019년) 도이의 입구 당시 도이(여진족 해적)들이 쓰시마의 오다우라(小田浦)에 침입해서 소와 말을 약탈하였다는 기록이 존재하며, 가마쿠라 시대(鎌倉時代) 원나라의 일본 원정 당시 쓰시마국(対馬国)을 다스리던 소 씨(宗氏) 일족의 무장들이 부렸다고 전하고 있으나, 당시와 오늘날의 다이슈바의 체격이나 성질이 얼마나 같고 또 달랐는지에 대해서는 분명하지 않다.
다이슈바가 자라는 쓰시마의 지형은 표고 200～300m 전후의 산지가 전체 면적의 90%를 차지하고 경사면이 많다. 농지 비율은 3% 이하로 낮아서 남성은 어업에 종사하는 일이 많았기 때문에 소나 말을 기르거나 말로 운반하는 것은 거의 여성들의 일이었다. 다이슈바는 특유의 성질과 체격 덕분에 쓰시마의 좁고 험준한 길을 따라 운반하기도 어려움이 없었으며, 성질도 온순하였기 때문에 여성들도 쉽게 다룰 수 있었다. 이러한 성질을 가진 다이슈바는 쓰시마 사람들의 생활속에 녹아 들었으며, 메이지(明治) 이후 신정부의 국책으로 서구종에 의한 마필 개량이 추진되었을 때도 쓰시마 현지에서는 이에 적극적으로 따르지 않았다. 다이슈바는 사람들의 생활과 함께 그대로 보존되었고 귀중한 일본 재래마로써 오늘날까지 남아 있게 되었다(다만 1931년에 가고시마 현으로부터 앵글로아랍종 잡종의 종마가 도입되었기 때문에 잡종화가 전혀 없었던 것은 아니다).
1975년 무렵까지는 쓰시마에서 대부분의 가정에서 다이슈바 암말 두 필 정도가 사육되고 있었으며, 1～2년에 한 필씩 새끼 말을 낳았고 한쪽이 새끼를 배고 있는 동안에는 새끼를 배지 않은 다른 쪽 말을 사역하였다. 태어난 새끼는 생후 2세에서 3세 사이에 시장에 내다 팔았다. 교대로 새끼를 남기는 경우 어미의 뒤를 따라 다니면서 자연스럽게 일을 익혀버려서 따로 길들이거나 조교할 필요가 없었다고 한다.
쓰시마처럼 언덕이 많은 나가사키 시의 고지대 지역에서도 최근까지 소수나마 다이슈바가 건축자재 운반 등에 사역되었다.

## 말갖춤
쓰시마에는 말을 제어할 말갖춤으로써 하미(馬銜, 말재갈)를 쓰지 않고 무쿠치토우라쿠(無口頭絡)나 「쓰메메다테」(締め前立て, 「메다테」前立て라고도 한다)라 불리는 메토우라쿠(帯締頭絡, 띠 말굴레)가 사용된다. 말몰이꾼은 무쿠치토우라쿠의 왼쪽 입 부분으로 연결된 「잇폰테즈나」(一本手綱, 한쪽 고삐)만으로 말을 제어하는데, 이는 온순한 성질을 가진 다이슈바이기에 가능한 것이다.

## 사육 두수의 추이와 전망
1952년 조사에서는 2,408두(頭)가 확인되었으나, 60년에는 1,884두、70년 654두、80년 148두、95년 70두、2000년에는 29두、05년 25두로 50년 만에 1/100 가까이 줄어들었다. 이는 일본의 재래마로써도 오키나와현의 미야코바(宮古馬)에 비해서도 적은 규모이다.
쓰시마의 농업 인구는 나날이 줄어들고 있으며, 도로망이 정비되고 자동차가 보급되고 농기구들의 기계화 등이 이루어지면서 다이슈바의 사육 두수는 급격히 감소하고 있다. 또한 다이슈바 사육자의 고령화가 두드러지면서 다이슈바라는 품종 자체가 사라질 위험에 처해 있다.

## 다이슈바 보존 활동
- 1972년에 「다이슈바 진흥회」(対州馬振興会)가 일본에서 발족하였다(이 단체는 다이슈바의 증식 기술 지도 등 오늘날까지 다이슈바의 보존 활동의 중심을 맡고 있는 단체이다).
- 1988년에 다이슈바의 보존 등을 목적으로 쓰시마 현지의 미쓰시마 정(美津島町)에서 다이슈바의 사육 사업을 시작하였으며, 유인도인 시마야마지마(島山島)에 다이슈바 목장을 짓고 보존 ・ 증식을 시도하였다.
- 1989년, 일본 농림수산성(農林水産省)의 「진 뱅크 사업」(ジーンバンク事業)에 따라 다이슈바의 정액을 동결보존하고 세 필의 다이슈바를 홋카이도(北海道)의 가축 개량 센터 토카치 목장(十勝牧場)으로 보냈다. 해당 목장에서 증식에 성공하여 다음 세대의 다이슈바 몇 두가 태어났는데 이후 세대를 거치는 경우 장내의 개체만으로는 근친교배가 이루어지지 않으면 안 되는 지경에 처해 있다.
- 1997년 시마야마지마의 다이슈바 목장의 다이슈바 가운데 12두를 나가사키 현 안팎의 목장이나 유치원에 분양하였다. 다이슈바 목장에서는 당초 9두였던 다이슈바를 47두까지 늘렸으나, 두수가 늘어난 만큼 재정상의 부담이 커져서 「사토리오야」(里親)를 모집, 일부 다이슈바를 분양하였다. 남은 다이슈바들은 시마야마지마에서 미쓰시마 정 안에 있는 자연공원인 「아소베이 파크」(あそうベイパーク)로 옮겨졌다.
- 2002년 7월, 가미아가타 정(上県町) 세타(瀬田) 지구에서 「우마토바세」(馬跳ばせ)[5]를 부활시켰다. 이곳에서는 메이지 시대부터 하쓰우마사이(初午祭)[6]의 여흥으로써 다이슈바를 사용한 소규모 경마 경기 「우마토바세」가 행해졌는데, 전성기에는 20필이 참여하였다고 하나 이후 다이슈바 사육이 감소하면서 사용할 다이슈바 마필이 없어 1960년대 후반부터 단절되어 있었다. 정 차원에서의 다이슈바의 보존과 함께 가미아가타 정과 쓰시마 현지 유지들에 의해 결성된 하츠우마사이 실행위원회(初午祭実行委員会)가 메호로 댐(目保呂ダム) 상류의 공원을 회장으로써 「우마토바세」를 부활시켰고, 호평을 받으면서 쓰시마 하쓰우마사이는 연례행사가 되었고(오늘날에는 10월에 실시) 많은 관광객들을 모았다. 하쓰우마사이에는 중심 행사이자 인기행사인 「우마토바세」 외에도 야부사메(流鏑馬) 룰렛이나 승마 체험 등에도 다이슈바를 활용하고 있다.[7]
- 2004년 3월, 섬 안의 6개 정(하쓰우마사이를 행하는 가미아가타 정, 「다이슈바 목장」을 운영하고 있던 미쓰시마 정을 포함)이 합병되어 쓰시마 시가 신설되었다. 시에서는 메호로 댐의 공원을 「메호로 댐 마사공원」(目保呂ダム馬事公園)으로써 리뉴얼하였다(「아소우베 파크」의 마구간도 존속했다). 2006년 2월부터 메호로 댐 마사공원에서는 「다이슈바 만나기 체험」(対州馬ふれあい体験)으로써 다이슈바 승마 체험을 실시하고[8] 승마 클럽의 개설도 검토되고 있다.
- 2006년 5월, 「메호로 댐 마사공원」에서 암컷 다이슈바 1두가 새로 태어났다.
- 2006년 8월 나가사키 신문에 따르면 다이슈바의 현지 사육두수는 26두로 소유자 면면을 보면 진흥회에서 8두, 쓰시마 시에서 12두, 기타 6두이다. 이 가운데 「아소베이 파크」와 「메호로 댐 마사공원」에서 각기 6두를 관리하고 있다.
- 2012년에서 2013년까지 총 7마리가 더 태어나서 다이슈바 두수는 31마리까지 늘었지만 일본 전국의 재래마 8종 중에서 가장 적은 것이다.[9]

다이슈바는 일본의 다른 재래종 말들과 마찬가지로 일본 농림수산성(農林水産省) 「일본 재래마의 보존 활용 추진 사업」(日本在来馬の保存活用推進事業)이나 「일본 재래마종 보존사업」(日本在来馬種保存事業), 「일본 재래마종 보존 소개 사업」(日本在来馬種保存紹介事業)의 대상이 되어 있다. 이에 의해 경마마사생산진흥기금(競馬馬事生産振興基金) ・ (사) 일본마사협회의 조성 기금 등을 받는 활동을 행하고 있다.

## 같이 보기
- 소 스케쿠니
- 왜구

## 참고 문헌
- 岩手県立博物館（編）『北の馬文化　－岩手県立博物館開館20周年記念特別企画展図録』, （財）岩手県文化振興事業団
- 早坂昇治（1996）『馬たちの33章　―時代を彩ったうまの文化誌』, 緑書房.
- 原田俊治（1997）『馬のすべてがわかる本　―速い、優しい、立って寝る』, PHP研究所.
- 野澤謙（1997）日本在来馬をめぐる諸問題. 畜産の研究, 51-5:135-142.
- 近藤誠司（2001）『ウマの動物学』, 東京大学出版会.